# Murzasichle
Murzasichle – wieś podhalańska w Polsce, położona w województwie małopolskim, w powiecie tatrzańskim, w gminie Poronin.
Wieś o charakterze letniskowo-wypoczynkowym, położona w bezpośrednim sąsiedztwie Tatr i Tatrzańskiego Parku Narodowego.

## Położenie

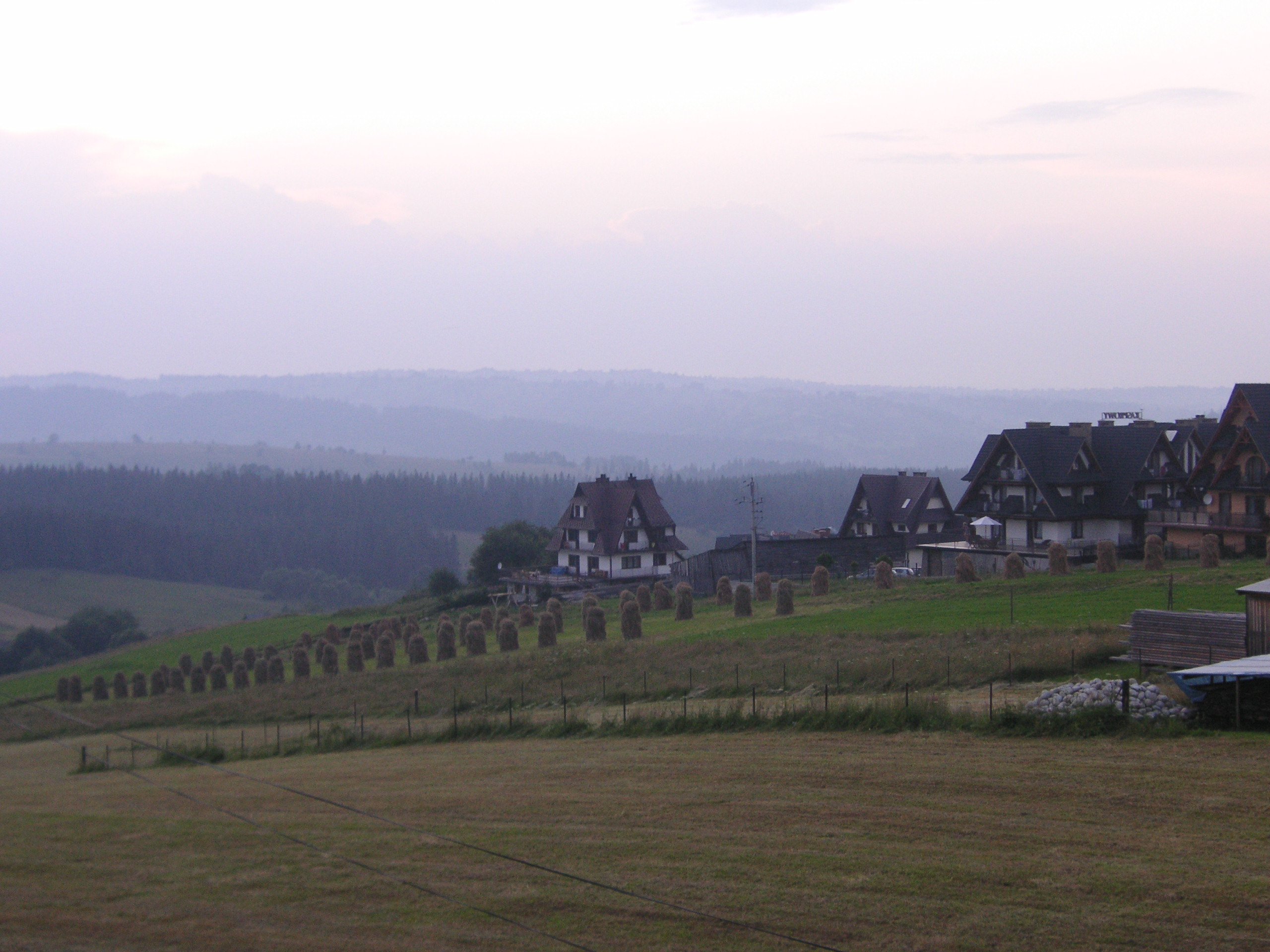
Zachód słońca nad Murzasichlem

Murzasichle położone jest na skraju Tatrzańskiego Parku Narodowego na wysokości 820–950 m n.p.m., w południowej części Skalnego Podhala, pomiędzy Zakopanem a Bukowiną Tatrzańską.
Centralna część wsi, położona na wzgórzu ciągnącym się wzdłuż ul. Sądelskiej nazywana jest przez mieszkańców Za Sichłą. W tej części wsi znajduje się m.in. kościół parafialny, szkoła, apteka, OSP Murzasichle, przystanek PKS. Do Murzasichla należą ponadto osiedla Capówki, położone w górnej części ul. Sądelskiej oraz Budzów Wierch, położony na równoległym wzgórzu w kierunku zachodnim. Obecnie, na skutek gęstej zabudowy, wszystkie 3 części wsi tworzą już jedną całość.
Murzasichle sąsiaduje z następującymi miejscowościami i przysiółkami: Majerczykówka (należąca do Poronina), Kośne Hamry (do Poronina), Małe Ciche, Toporowa Cyrhla (należąca do Zakopanego). Od wszystkich wymienionych osad Murzasichle oddzielone jest lasami, z wyjątkiem Majerczykówki, której zabudowania bezpośrednio przylegają do zabudowań Budzowego Wierchu.
Do Murzasichla należy także administracyjnie osiedle Lichajówki oraz Błociska, położone bezpośrednio w pobliżu Małego Cichego. W praktyce jednak Lichajówki i Błociska tworzą jedną całość z Małym Cichem, zaś z Murzasichlem osiedle połączone jest jedynie starą drogą leśną, nienadającą się do przejazdu samochodem.
| SIMC    | Nazwa                | Rodzaj    |
| ------- | -------------------- | --------- |
| 0468708 | Błociska             | część wsi |
| 0468714 | Budzów               | część wsi |
| 1053234 | Budzów Wierch        | część wsi |
| 1053240 | Capówka              | część wsi |
| 1053257 | Chycakówka           | część wsi |
| 1053346 | Kiecora              | część wsi |
| 0468720 | Lichajówka           | część wsi |
| 1053435 | Polana pod Jeziorami | część wsi |
| 1053493 | Wyżaki               | część wsi |
| 1053518 | Zasichla             | część wsi |

## Historia
Murzasichle jako wieś istnieje od 1630 r. 
W latach 1954–1961 wieś należała i była siedzibą władz gromady Murzasichle, po jej zniesieniu w gromadzie Poronin. W latach 1975–1998 wieś administracyjnie należała do województwa nowosądeckiego.

## Nazwa miejscowości

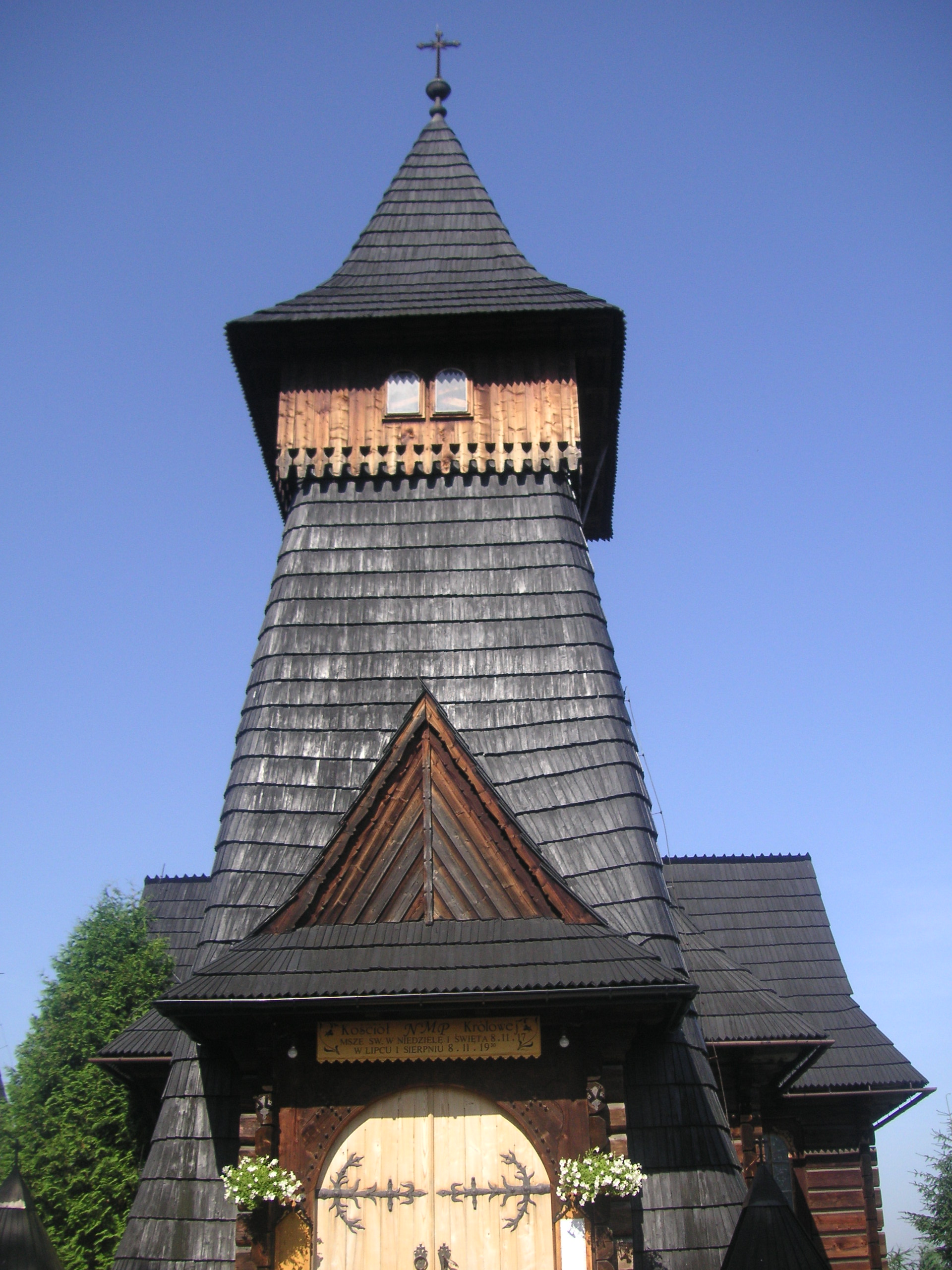
Kościół NMP w Murzasichlu

Nazwę miejscowości wymawia się Mur-zaśichle (litery „r” i „z” czytamy oddzielnie; litera „i” zmiękcza „s”). Lokalnie miejscowość nazywa się również Sichła (Sichle) lub najczęściej „Za Sichłom (Siychłom).
Sama nazwa wywodzi się z połączenia dwóch nazw osad: Mur oraz Zasichle. Pierwsza cząstka nazwy – „mur” wzięła się od nazwy miejscowości leżącej nieopodal Zasichla – „Mur”. Gdy dwie wsie połączyły się ze sobą powstała osada o nazwie „Murzasichle”. Według językoznawców „Sichle” pochodzi z języka pasterzy wołoskich, którzy wędrowali przez Podhale. „Sihla” oznaczała gęsty las. Po słowackiej stronie Tatr do dziś znajduje się miejscowość o podobnej nazwie Sihla. Tym samym „Murzasichle” można tłumaczyć jako: mur za gęstym lasem.
W gwarze podhalańskiej zdania takie jak mieszka w Murzasichlu, jedzie do Murzasichla, przyjechali ludzie z całego Murzasichla formułuje się na bazie gwarowej nazwy: siedzi za Siychłom, jedziy za Siychłe, przyjechali ludziy zzo całyj Siychły.
Mieszkańcy Murzasichla w gwarze to Sichlanie oraz (z osiedla Budzów Wierch) Budzowianie lub Budzowiany.